# Tutti
Tutti (italienska) som betyder  alla. Jämför: "Tutti Frutti" - Alla frukter.
Används bland annat inom musiken, Tutti betyder då hela orkestern, orgeln eller stämman. Anges ofta efter ett föregående solo eller soloparti.
En tutti-musiker är en orkestermedlem som, till skillnad från solister och stämledare, är befriad från att spela solopartier.